# Tour Michelet
De Tour Michelet, is een kantoorgebouw en wolkenkrabber in Puteaux, La Défense; het zakendistrict van de agglomeratie Parijs.
Het herbergt met name het bedrijf Total.
Toen het in 1985 werd voltooid, was de 127 meter hoge kantoortoren de negende hoogste in de zakenwijk La Défense. Het gebouw heeft 34 verdiepingen en een oppervlakte van circa 75.750 vierkante meter.